# Marie-Ève Malouines
Marie-Ève Malouines est une journaliste et essayiste française, née le 23 mai 1961 à Multan (Pakistan).
Spécialiste de politique intérieure française depuis 1988 à Radio France, elle est présidente de la chaîne de télévision LCP - Assemblée nationale (LCP-AN) entre 2015 et 2018.

## Biographie

### Famille et origines
Marie-Ève Michèle Malouines est née le 23 mai 1961 à Multan (Pakistan). Dans une interview donnée au quotidien Ouest-France en juin 2014, elle indique que son patronyme n'a pas de lien avec la ville de Saint-Malo, mais aurait des origines antillaises liées à une ancêtre esclave nommée Malvina.

### Carrière professionnelle

#### Radio France
Marie-Ève Malouines se spécialise dans le secteur de la politique intérieure française au bureau de Radio France. Elle débute à Marseille, à l'occasion des législatives de 1988 particulièrement suivies du fait des candidatures de Bernard Tapie et de Jean-Marie Le Pen dans la cité phocéenne. Elle rejoint ensuite la rédaction de France Inter en 1989, aux informations générales, avant d'intégrer le service politique en 1990. Après la présidentielle de 1995, elle est nommée au service politique de France Info, qu'elle dirige depuis 2004, tout en y assurant un éditorial tous les soirs depuis 2009 (dans le grand journal de 18h depuis septembre 2013).
En septembre 2008, elle lance sur France Info, à 9 h 10, le premier « zapping » radio des déclarations politiques des invités des médias audio-visuels.

#### LCP - Assemblée nationale
À partir de septembre 2004, elle est co-animatrice de l'émission Questions d’info sur LCP-AN, interview en 45 minutes d'une personnalité politique sur l'actualité de la semaine, présentée par Frédéric Haziza de LCP-AN, avec Françoise Fressoz du Monde et Frédéric Dumoulin de l'AFP.
En 2015, elle est candidate à la présidence de cette chaîne où elle présente « un projet qui ouvre davantage la chaîne parlementaire aux jeunes en les faisant participer au débat démocratique ». Inquiète de « la fragilité actuelle de l'évidence démocratique », elle estime que LCP-AN doit être « complémentaire » des chaînes d'information en continu. Selon elle, LCP-AN doit être la chaine du débat politique « qui prend le temps de la confrontation et du développement des points de vue ». Les audiences de la chaine souffrant d'un déficit de notoriété, Marie-Ève Malouines veut  « clarifier et simplifier la grille » et développer la présence de LCP-AN sur Internet et les réseaux sociaux.
Le 6 mai 2015, le bureau de l'Assemblée nationale la « désigne en qualité de Président-directeur général de LCP-AN à partir du 8 juin 2015 » et pour une durée de trois ans,. Elle est choisie par l'Assemblée nationale pour remplacer Gérard Leclerc, qui occupait ce poste depuis 2009 et qui s'était porté candidat à sa succession. Claude Bartolone, le président de l'Assemblée nationale, qui avait soutenu la candidature de Marie-Ève Malouines, note dans son communiqué que « cette nomination place ainsi pour la première fois, une femme à la présidence de la chaîne »,.
La Société de journalistes (SDJ) de LCP-AN et le personnel de la chaîne ont fait part de leur inquiétude au sujet de la présence de seulement deux candidats pour la présidence de la chaîne — contre cinq à dix lors des éditions précédentes. Marc Baudriller, journaliste de Challenges, estime que cette nomination « prend des allures de nomination soviétique » et explique que « personne n’a souhaité subir l’humiliation d’un échec dans une désignation jouée d’avance. Claude Bartolone répète en effet en privé depuis des semaines qu’il entend nommer une femme à la tête de LCP-AN ». Marc Baudriller précise que, d'après Gérard Leclerc, Marie-Ève Malouines a également reçu le soutien influent du journaliste Frédéric Haziza. Laurent Mauduit, journaliste à Mediapart, considère lui aussi que Claude Bartolone a « fait en sorte que Marie-Ève Malouines soit certaine de remporter la compétition, avant même que celle-ci ne s’engage ». Marie-Ève Malouines et l'entourage de Claude Bartolone contestent ces allégations.
À la présidence de LCP-AN, elle développe la chaine sur les réseaux sociaux, augmente le volume des débats parlementaires  retransmis en direct, renforce la tranche matinale orientée vers le travail des députés, et développe une ambitieuse programmation de documentaires systématiquement suivis de débats. En septembre 2016, le passage à la HD permet des changements de décors et de plateaux bienvenus. En octobre 2017, LCP obtient l'exclusivité de la diffusion des Questions au Gouvernement que diffusait auparavant France 3.
Le 19 novembre 2017, dans le contexte des révélations de l'affaire Harvey Weinstein, le journaliste Frédéric Haziza est accusé de harcèlement sexuel par la journaliste Astrid de Villaines, pour un fait remontant à 2014. Frédéric Haziza avait contesté la version de sa consœur mais il avait écopé d’un avertissement. Deux jours plus tard, le président de l'Assemblée nationale François de Rugy annonce que Marie-Ève Malouines sera convoquée afin qu'elle « détaille les mesures prises pour que toute la lumière soit faite sur la situation au sein de la chaîne ». Le même jour, Frédéric Haziza est suspendu d'antenne de LCP-AN,. Il est réintégré le 11 janvier, une enquête interne ne faisant apparaitre aucun geste inapproprié de sa part depuis novembre 2014 ainsi que l'explique Marie-Ève Malouines au micro d'Europe I. En réaction, les journalistes de LCP-AN votent à l’unanimité moins un vote blanc, sur 26 votants, une motion de défiance contre Marie-Ève Malouines.
En juillet 2018, après 9 mois d’enquête préliminaire, Frédéric Haziza écope d’un rappel à la loi.
Marie-Eve Malouines avait annoncé en juin 2017 qu'elle souhaitait voir son mandat renouvelé, pour boucler les dossiers en cours et consolider la modernisation de la chaîne. Elle met en avant son « exigence démocratique » et sa vision rigoureuse de son métier, ce que son ancien patron Laurent Guimier confirme en remarquant qu'elle « a toujours protégé ses troupes ». Elle regrette « le développement de ce journalisme qui se met en scène et qui pense que les questions du journaliste sont plus importantes que les réponses de l'invité ». Lors de son audition devant les députés, Marie-Ève Malouines propose la fusion des deux chaînes parlementaires LCP-AN et Public Sénat qu'elle juge inéluctable face à la concurrence des chaines d'information continue qui se consacrent beaucoup à la politique. Elle défend son bilan marqué par une progression de l'audience et le fait qu’elle a obtenu et réussi le transfert des questions au gouvernement en exclusivité sur l’antenne de LCP-AN.
François de Rugy, le président de l’Assemblée nationale, lui préfère un documentariste proche d'Emmanuel Macron auquel il a consacré plusieurs documentaires jugés très élogieux : Bertrand Delais devient président de LCP-AN pour trois ans en juin 2018.

#### Communication politique
En octobre 2020, elle ouvre son cabinet de conseil en communication politique, appelé meVem[source secondaire nécessaire].
Après avoir été chargée de la communication d'Annie Genevard, elle devient directrice de la communication des Républicains en septembre 2022. Elle quitte cette fonction en 2023.
Le 18 octobre 2024, elle devient conseillère en charge de la communication et des relations presse d’Annie Genevard, ministre de l'agriculture, de la souveraineté alimentaire et de la forêt. Le 28 novembre, elle n'est plus en poste.

## Ouvrages
Marie-Ève Malouines a écrit cinq livres politiques respectivement consacrés à Jacques Chirac, François Hollande, Lionel Jospin, Ségolène Royal et Nicolas Sarkozy :
- Deux hommes pour un fauteuil, Chroniques de la cohabitation 1997-2001, 2001[O 1] ;
- La Madone et le culbuto ou l'inlassable ambition de Ségolène Royal et François Hollande, 2006[O 2] ;
- Ségolène Royal, l'insoumise, 2007[O 3] ;
- François Hollande ou la force du gentil, 2010[O 4] ;
- Nicolas Sarkozy : le pouvoir et la peur, 2012[O 5];
- Paris de femmes, portraits croisés de Anne Hidalgo et Nathalie Kosciusko-Morizet, Fayard, 2014[31] ;
- Seul en son Palais, pourquoi nos présidents s’enferment à l’Élysée, Stock, 2016

Elle est également scénariste d'une BD consacrée à François Hollande au palais de l'Élysée :
- Moi, Président (tome 1), 2013[O 6] ;
- Moi, Président (tome 2), 2014[O 7].

## Distinction
Le 31 décembre 2008, Marie-Ève Malouines est nommée au grade de chevalier dans l'ordre national de la Légion d'honneur au titre de « vice-présidente de l'Association des journalistes parlementaires ; 20 ans d'activités professionnelles et associatives ».
Elle fait alors part de son « grand étonnement » de trouver son nom parmi les nommées : « Cette liste étant publique, je tiens à préciser que je n'ai jamais réclamé une telle distinction, ni même été sollicitée en vue d'une telle démarche. Je ne vois vraiment rien, dans mon parcours, qui puisse justifier une telle distinction, c'est pourquoi je me vois dans l'obligation de refuser cette prestigieuse décoration. ». La journaliste du Monde Françoise Fressoz est dans la même situation. L'entourage du ministre précise qu'elles ont été « recommandées au titre de leur appartenance à l'association de la presse parlementaire. […] La liste regroupe des personnalités diverses et parfaitement indépendantes, notamment plusieurs anciens parlementaires de gauche ».